# Collegio uninominale Campania 1 - 06 (2017)
Il collegio elettorale uninominale Campania 1 - 06 è stato un collegio elettorale uninominale della Repubblica Italiana per l'elezione della Camera dei deputati tra il 2017 ed il 2022.

## Territorio
Come previsto dalla legge elettorale italiana del 2017, il collegio era stato definito tramite decreto legislativo all'interno della circoscrizione Campania 1.
Era formato da parte del territorio del comune di Napoli: le circoscrizioni Barra, Poggioreale, Ponticelli, San Giovanni a Teduccio, San Pietro a Patierno, Scampia, Secondigliano, Vicaria e Zona Industriale.
Il collegio era parte del collegio plurinominale Campania 1 - 02.

## Eletti
| Elezione | Elezione | Deputato        | Partito            |
| -------- | -------- | --------------- | ------------------ |
|          | 2018     | Rina De Lorenzo | Movimento 5 Stelle |
|          | 2020     | Rina De Lorenzo | Liberi e Uguali    |

## Dati elettorali

### XVIII legislatura
Come previsto dalla legge elettorale, 232 deputati erano eletti con sistema a maggioranza relativa in altrettanti collegi uninominali a turno unico.
| Candidati              | Candidati                 | Voti    | %     | Liste                           | Voti    | %     |
| ---------------------- | ------------------------- | ------- | ----- | ------------------------------- | ------- | ----- |
|                        | Rina De Lorenzo ✔️ Eletto | 68 519  | 62,10 | Movimento 5 Stelle              | 68 519  | 62,10 |
|                        | Luciano Passariello       | 23 612  | 21,40 | Forza Italia                    | 18 317  | 16,60 |
| Lega                   | Luciano Passariello       | 23 612  | 21,40 | 2 384                           | 2,16    |       |
| Fratelli d'Italia      | Luciano Passariello       | 23 612  | 21,40 | 2 219                           | 2,01    |       |
| Noi con l'Italia - UDC | Luciano Passariello       | 23 612  | 21,40 | 692                             | 0,63    |       |
|                        | Giovanni Palladino        | 12 511  | 11,34 | Partito Democratico             | 11 376  | 10,31 |
| +Europa                | Giovanni Palladino        | 12 511  | 11,34 | 693                             | 0,63    |       |
| Civica Popolare        | Giovanni Palladino        | 12 511  | 11,34 | 240                             | 0,22    |       |
| Italia Europa Insieme  | Giovanni Palladino        | 12 511  | 11,34 | 202                             | 0,18    |       |
|                        | Carmela Secondulfo        | 2 359   | 2,14  | Liberi e Uguali                 | 2 359   | 2,14  |
|                        | Barbara Pierro            | 1 703   | 1,54  | Potere al Popolo!               | 1 703   | 1,54  |
|                        | Giuseppe Bonetti          | 649     | 0,59  | Il Popolo della Famiglia        | 649     | 0,59  |
|                        | Sabrina Tirino            | 442     | 0,40  | CasaPound                       | 442     | 0,40  |
|                        | Adele Patruno             | 328     | 0,30  | Italia agli Italiani            | 328     | 0,30  |
|                        | Antonio Erpice            | 134     | 0,12  | Per una Sinistra Rivoluzionaria | 134     | 0,12  |
|                        | Immacolata Del Sole       | 87      | 0,08  | PRI - ALA                       | 87      | 0,08  |
| Totale                 | Totale                    | 110 344 | 100   |                                 | 110 344 | 100   |
|                        |                           |         |       |                                 |         |       |
| Voti non validi        | Voti non validi           | 2 500   | 2,22  |                                 |         |       |
| Votanti                | Votanti                   | 112 844 | 57,44 |                                 |         |       |
| Elettori               | Elettori                  | 196 461 |       |                                 |         |       |